# Liste der portugiesischen Botschafter in Iran
Die Liste der portugiesischen Botschafter in Iran listet die Botschafter der Republik Portugal in Iran auf. Die Länder unterhalten direkte diplomatische Beziehungen, die auf den Beginn ihrer ersten Beziehungen ab 1507 zurückgehen.
Der erste Botschafter Portugals akkreditierte sich 1956 in der iranischen Hauptstadt Teheran. Bis 1972 wurde der portugiesische Vertreter in der Türkei dort doppelakkreditiert, danach eröffnete Portugal eine eigene Botschaft in Teheran.

## Missionschefs
| Name                                                      | Bild                     | Amtszeit                           | Anmerkungen                                                                                |
| Flagge Irans (1964–1980)                                  | Flagge Irans (1964–1980) | Flagge Irans (1964–1980)           | Flagge Irans (1964–1980)                                                                   |
| --------------------------------------------------------- | ------------------------ | ---------------------------------- | ------------------------------------------------------------------------------------------ |
| Luís de Castro e Almeida Mendes Norton de Matos           |                          | 1956                               | Ministro Plenipotenciário mit Amtssitz Ankara, am 15. Oktober 1956 in Teheran akkreditiert |
| Martim Machado de Farua e Maya Júnior                     |                          | 1965                               | Botschafter mit Amtssitz Ankara, am 6. Dezember 1965 in Teheran akkreditiert               |
| Henrique Guilherme Augusto de Figueiredo da Silva Martins |                          | 11. Oktober 1969 –?.1969           | Botschafter mit Amtssitz Ankara, am 15. Oktober 1965 in Teheran akkreditiert               |
| Carlos Henrique Ferreira Lemonde Macedo                   |                          | 10. Februar 1972 –21. Februar 1974 | erster Botschafter Portugal mit Amtssitz Teheran, am 8. März 1972 akkreditiert             |
| Augusto Martins Gonçalves Pedro                           |                          | 21. Februar 1974 –1. März 1975     | Übergangs-Geschäftsträger                                                                  |
| Francisco Paulo Mendes da Luz                             |                          | 1. März 1975 –10. März 1976        | Botschafter, am 19. März 1975 akkreditiert                                                 |
| Flagge Irans (1964–1980)                                  |                          |                                    |                                                                                            |
| Luís Manuel Dias da Silveira                              |                          | 10. März 1979 –15. Juni 1984       | Übergangs-Geschäftsträger                                                                  |
| Fernando Pinto dos Santos                                 |                          | 16. Juni 1989 –30. Mai 1989        | Botschafter, am 5. August 1984 akkreditiert                                                |
| Carlos Maria de Barros e Sá David Calder                  |                          | 2. August 1989 –21. Februar 1994   | Botschafter, am 10. September 1989 akkreditiert                                            |
| João Carlos Bessa Pinto Versteeg                          |                          | 21. Februar 1994 –18. Juli 1994    | Übergangs-Geschäftsträger                                                                  |
| Manuel Marcelo Monteiro Curto                             |                          | 18. Juli 1994 –21. Oktober 1997    | Botschafter, am 9. August 1994 akkreditiert                                                |
| José Manuel da Costa Arsénio                              |                          | 15. März 1998 –22. Januar 2005     | Botschafter, am 9. Mai 1998 akkreditiert                                                   |
| José Fernando Moreira da Cunha                            |                          | 24. Januar 2005 –22. August 2009   | Botschafter, am 26. März 2005 akkreditiert                                                 |
| Jorge Tito de Vasconcelos Nogueira Dias Cabral            |                          | 29. August 2009 –19. März 2012     | Botschafter                                                                                |
| Mário Fernando Damas Nunes                                |                          | 2012 –22. September 2017           | Botschafter, am 24. April 2012 akkreditiert                                                |
| João José Cabral de Albuquerque Côrte-Real                |                          | seit 10. Januar 2017               | Botschafter, am 5. Februar 2017 akkreditiert                                               |